# Portulaca gilliesii
Portulaca gilliesii är en portlakväxtart som beskrevs av William Jackson Hooker. Portulaca gilliesii ingår i släktet portlaker, och familjen portlakväxter. Inga underarter finns listade i Catalogue of Life.